# 植山幸亮
植山 幸亮（うえやま こうすけ、1981年4月30日 - ）は、大阪府東大阪市出身の元社会人野球選手（内野手）。野球指導者。右投右打。

## 来歴
東大阪市立縄手北中学校卒業後はPL学園高等学校に進学し、3年春（1999年）にエースとして第71回選抜高等学校野球大会に出場している。同学年には田中一徳、田中雅彦らがいる。
法政大学入学後は内野手に転向し、大柄ながら細かな守備ができ、さらにパンチ力を兼ね備えた内野手として活躍した。全日本大学野球選手権大会にも出場している。大学では新里賢と同期だった。
大学卒業後の2003年に三菱ふそう川崎に入社したが、チームは前年に起きた不祥事の影響を受け、5月に活動を自粛。新人のシーズンはほとんど出場できずに終わった。
翌2004年、復活を期するチームの中で活躍を認められ、レギュラーの座を獲得。神奈川第1代表として出場した第76回都市対抗野球大会では、全試合に9番サードとしてスタメン出場。打率は.333であったが、2本塁打12打点と無類の勝負強さを見せてチームの2年ぶりの優勝に貢献した。この活躍が評価され、橋戸賞（MVP）を獲得。9番打者が打撃内容を評価されて橋戸賞を受賞するのは異例のことであった。
2008年シーズンをもって三菱ふそう川崎が休部したことを受け、2009年に東京ガスに移籍。チーム8年ぶりの都市対抗出場に大きく貢献した。その後は社業に専念。
2024年シーズンより、同社野球部のコーチとして現場復帰。

## 日本代表キャリア
- 第23回ハーレムベースボールウィーク日本代表（2006年）
- 第15回アジア競技大会野球日本代表（2006年）

## 主な表彰・タイトル
- 第76回都市対抗野球大会橋戸賞（2005年）
- 社会人ベストナイン（2005年・三塁手）